# Marino Faliero (opera)
A Marino Faliero Gaetano Donizetti háromfelvonásos operája (opera seria). A szövegkönyvet Giovanni Emmanuele Bidera írta Jean-François Casimir Delavigne azonos című drámája alapján. A művet 1835. március 12-én mutatták be először a párizsi Théâtre-Italienben. A magyarországi ősbemutatóra 1840. április 25-én került sor a pesti Nemzeti Színházban, magyar nyelven.

## Szereplők
| Szereplő                                               | Hangfekvés | Az ősbemutató szereposztása |
| ------------------------------------------------------ | ---------- | --------------------------- |
| Marino Faliero, velencei dózse                         | basszus    | Luigi Lablache              |
| Israele Bertucci, az arzenál vezetője                  | bariton    | Antonio Tamburini           |
| Fernando, Faliero barátja, Elena szerelme              | tenor      | Giovanni Battista Rubini    |
| Steno, a Negyvenek Tanácsának tagja                    | basszus    |                             |
| Leoni, a Tízek Tanácsának tagja                        | tenor      |                             |
| Elena, a dózse felesége                                | szoprán    | Giulia Grisi                |
| Irene, Elena szolgálója                                | szoprán    |                             |
| Vincenzo, a dózse szolgája                             | tenor      |                             |
| Beltrame, szobrász                                     | basszus    |                             |
| Pietro, gondolás                                       | basszus    | Nicolay Ivanov              |
| Guido, halász                                          | basszus    |                             |
| Urak, lovagok, kézművesek, halászok, szolgák, katonák. |            |                             |

## Cselekménye
- Helyszín: Velence
- Idő: 1355

### Első felvonás
A nép sorából származó Faliero dózsénak nagy a támogatottsága és ezt erősítendő igyekszik az arisztokrácia a plebejusok között az egyensúlyt fenntartani. A patríciusok, élükön Stenóval, többször is nemtetszésüknek adnak hangot emiatt. Egy alkalommal nyílt összeütközésre is sor kerül a két csoport képviselői, hajóépítő munkások és a patríciusok hívei között. Stenónak és követőinek menekülniük kell, de a fiatal patrícius megfogadja, hogy ezért bosszút áll a dózsén, mert szerinte nem lépett megfelelően közbe. A dózse ellenfelei elterjesztik a városban, hogy a dózse felesége, Elena, szeretőt tart. Ez a hír azonban nem alaptalan, mert Elena tényleg szerelmes Fernandóba, aki férjének legbizalmasabb barátja. Mindketten nyugodtak azonban a pletykák miatt, mert Fernando elutazni készül a városból, s így remélik, hogy visszaáll a nyugalom és a béke mindenki lelkébe. Fernando egy búcsúemléket kér Elenától. Az asszony sokáig ellenáll e kérésnek - mert fél a lelepleződéstől -, végül mégis átad a férfinak egy hímzett kendőt. Ekkor talál rájuk a dózse, aki meglepődik ugyan, hogy Fernandót asszonyával bizalmas kettesben éri, de bízik a barát becsületében és asszonya hűségében. Mindjárt meg is kéri Fernandót, hogy kísérje el este a Steno legszűkebb köréhez tartozó, a tíz legbefolyásosabb patríciuscsalád egyikeként ismert Leoniak által adandó bálra. Fernando belátja, hogy a dózse nem mehet ellenségei házába kíséret nélkül, ezért későbbre halasztja tervezett elutazását, s megígéri, hogy vele megy. Israele jelenik meg. Beszámol a dózsénak a hajóépítő munkások és Steno párthívei között kirobbant verekedésről, a patríciusok dózse elleni mind erőteljesebb szervezkedéséről és javasolja, mozgósítsák plebejus híveiket a patríciusok elleni felkelésre, mielőtt ellenfeleik teszik meg azt. A dózse, bár maga is tapasztalja a patríciusok mind nyíltabb ellenségeskedését, habozik utasítást adni egy népfelkelésre. Abban állapodnak meg, hogy az esti összejövetelen, Leoni házában újra tanácskozni fognak.

### Második felvonás
Fernando párbajra hívja ki Stenót, amiért rosszhiszemű pletykákat terjesztett róla és Elenáról. A párbajban Steno kerekedik felül és megöli Fernandót. Ez arra készteti a dózsét, hogy lépjen a lázongó patríciusok ellen.

### Harmadik felvonás
A palotában Elena és kísérői aggódva figyelik az utcai eseményeket. Megérkezik a dózse Fernando halálhírével, de érkeznek a tanács küldöttei is, aki beszámolnak a felkelés sikeres leveréséről. A főbb vezetőket elfogták, és most Falieróra is ez a sors vár. A tízek tanácsa halálra ítéli. Asszonya búcsúzásukkor bevallja házasságtörését és kéri férje bocsánatát. Faliero megbocsát, majd emelt fővel lép a vérpadra.